# Ljubljanica (wieś)
Ljubljanica – wieś w Chorwacji, w żupanii sisacko-moslawińskiej, w gminie Martinska Ves. W 2011 roku liczyła 31 mieszkańców.